# بيدرو بلوخ
بيدرو بلوخ (بالبرتغالية: Pedro Bloch‏) هو صحفي وكاتب برازيلي، ولد في 1914 في جيتومير في أوكرانيا، وتوفي في 23 فبراير 2004 بسبب فشل تنفسي.

## وصلات خارجية
- بيدرو بلوخ على موقع قاعدة بيانات برودواي على الإنترنت (الإنجليزية)
- بيدرو بلوخ على موقع إن إن دي بي (الإنجليزية)